# Bobr
Bobři (rod Castor) jsou vodní hlodavci, poslední žijící zástupci čeledi bobrovitých. Vyskytují se v Severní Americe, Evropě a Asii.
Žijí v blízkosti vod, kde si z pokácených stromů, větví a zeminy budují bobří hráze a bobří hrady, ve kterých mají hnízdo. Po kapybaře jsou největšími hlodavci; váží až 25 kg.

## Vzhled

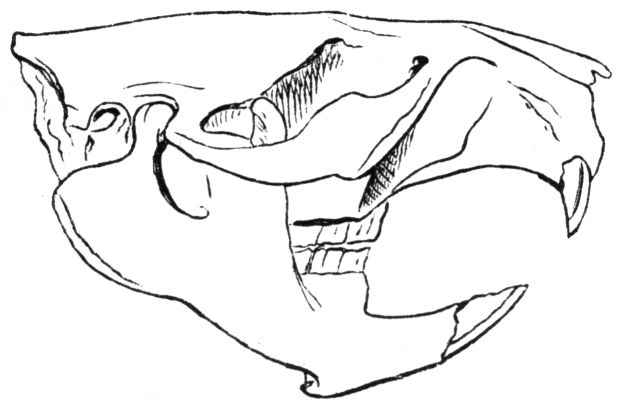
Schéma lebky bobra

Bobr má zavalité tělo, které měří 60–80 cm. Nápadný je plochý, z větší části lysý ocas, který měří 25–45 cm na délku a 10–13 cm na šířku. Je pokrytý zrohovatělými šupinami. Při plavání slouží jako veslo a kormidlo, ale bobr jím také umí vydat daleko slyšitelný varovný signál, když jím plácne do vody. Dospělí jedinci váží běžně 12–25 kg, ale byla zaznamenána i zvířata s hmotností 40 kg. Samci a samice jsou obvykle stejně velcí.
Srst se skládá z jemné podsady kryté hrubšími pesíky. Její zbarvení je leskle hnědé, někdy se žlutým nádechem, na břiše až žlutohnědé. Bobr srst impregnuje mastnými výměšky velkých řitních žláz. Ocas a nohy jsou černé. Na každé noze je pět prstů opatřených drápy.
Při pobytu pod vodou umí bobr zcela uzavřít ušní otvory i nozdry. Zvláštností oproti naprosté většině vyšších savců je, že trávicí a pohlavně-vylučovací ústrojí bobra ústí do společné kloaky.
Bobr má malé oči, které jsou kryty mžurkou, a mohutnou čelist. V tlamě má celkem 20 zubů. Jeho zubní vzorec je
- 1.0.1.3
- 1.0.1.3

Mohutný plochý ocas obsahuje tuky a oleje potřebné k přežití v chladném období roku. V ocasu o délce 45 a šířce až 15 cm jsou uloženy tukové zásoby, které umožňují bobrovi přečkat zimu s mrazivými dny a menším množstvím potravy.

## Způsob života
Bobři preferují menší řeky a malá jezírka nebo tůně, na kterých si staví svá díla – tzv. bobří hrady, které mohou mít až 10 m v průměru a mohou vystupovat až dva metry nad hladinu. Mají většinou alespoň dva vchody, které jsou pod vodou. Ve středu je jediná komora, která slouží jako hnízdo. Bývá dva metry dlouhá a 60 cm vysoká. Je vždy nad vodní hladinou a je vystlaná jemnou vegetací. Bobři své stavby průběžně opravují a vylepšují, takže obvykle vydrží několik generací.
Pokud si bobři najdou dostatečně hluboké a velké jezírko nebo tůň, nebudují si další stavby. Většinou však staví hráze, kterými zahrazují vodní tok. Průměrná délka hrází dosahuje jen málo přes 20 m, i když byla zaznamenána i délka 600 m. Některé kolonie bobrů mohou budovat systém několika hrází, aby byla zaručena dostatečná a stabilní hladina vody u hnízda.
Bobři kácí stromy dolními řezáky; horní slouží jako páka. Jsou schopni porazit strom o průměru 1 m, i když běžně kácí stromy mnohem menší. Bylo pozorováno, jak dva bobři společně pokáceli osiku o průměru čtvrt metru za čtyři hodiny. Jeden bobr je schopen porazit stromek s kmenem tlustým 12 cm do půl hodiny.
Pod vodou vydrží obvykle 4–5 minut (maximálně 15 minut).
Bobři jsou převážně noční zvířata, ale někdy začínají svou práci už odpoledne. Jsou aktivní v průběhu celého roku, ale populace žijící na severním okraji teritoria omezují v zimě činnost jen na dopravu připravené potravy z jezera do nory. Stejně jako většina hlodavců neupadají do zimního spánku.
Bobří populace jsou rozděleny do kolonií čítajících 4–8 příbuzných jedinců, obvykle rodičovský pár a nedospělá mláďata.

### Potrava
Bobr se živí kůrou a lýkem listnatých stromů a keřů, jejich větvemi a kořeny. Vyhledává především vrby, olše, břízy a osiky. Na jaře a v létě konzumuje i některé byliny. Na zimu mohou bobři shromáždit až 80 m³ dřeva. Uschovávají si je pod vodou blízko hnízda.

### Rozmnožování
Bobři jsou monogamní zvířata. Páří se v lednu nebo únoru a mláďata se rodí od dubna do června. V jednom vrhu jich bývá od dvou do čtyř (zaznamenáno bylo maximum osm mláďat). Při narození jsou ochlupená a mají otevřené oči. Jsou kojena průměrně tři měsíce, i když již ve stáří několika týdnů jim rodiče přinášejí jemné větvičky k okusování.
Pohlavně dospívají ve věku 1,5–2 roky; tehdy jsou rodiči vypuzeni z hnízda. Informace o maximálním doloženém věku se různí – někteří autoři udávají 35–50 let, jiní pouhých 24 let.

## Zajímavosti
- Podobně nazvaný hlodavec bobruška (Aplodontia) je sice částečně podobná bobrům, ale není s nimi příbuzná, i když se v mnoha jazycích nazývá horský bobr (anglicky mountain beaver, španělsky castor de montaña, francouzsky Castor de montagne).
- Bobr je ve znaku mnoha měst a menších obcí: v Česku je to Bobrůvka.
- Bobr kanadský je vyobrazen na kanadské pěticentové minci.
- Bobr kanadský figuruje v mnoha indiánských mýtech a příbězích. Podle Athabasků první bobr, který se zjevil na zemi, řekl "Ať mám tolik potomků, kolik je šupin na mém ocase." Nez Percéové vypráví o obrovském bobrovi, kterého zabil kulturní hrdina Kojot a z jeho těla vytvořil všechny druhy zvířat i lidské bytosti. Šajeni si vypráví o bílém bobrovi, který hlodá sloup, podpírající zemi, až ho přehlodá, nastane konec světa. Černonožci pokládali bobra za bytost, která darovala lidem tabák. Odžibvejové znali tajemnou Ženu jarního nebe, která se proměnila v prvního bobra a Haidové si vyprávějí o ženě, která se ráda koupala v přehradě, jíž si postavila na potoce, až se proměnila v bobřici. Zobrazení bobra se objevuje i na indiánských totemových sloupech, například právě u kmene Haida. Bobr je na totemech stylizován, jak je v indiánském umění obvyklé, je však poznatelný podle hlodáků a plochého ocasu.

Pro většinu severoamerických indiánů byl oblíbenou lovnou zvěří, ale například Apačové a Šajeni bobry z náboženských důvodů neloví. Bobří kožešiny indiáni používali ve směnném obchodu s bělochy, jejich výkup od indiánů i bílých traperů již od 17. století organizovala Společnost Hudsonova zálivu.

## Další fotografie

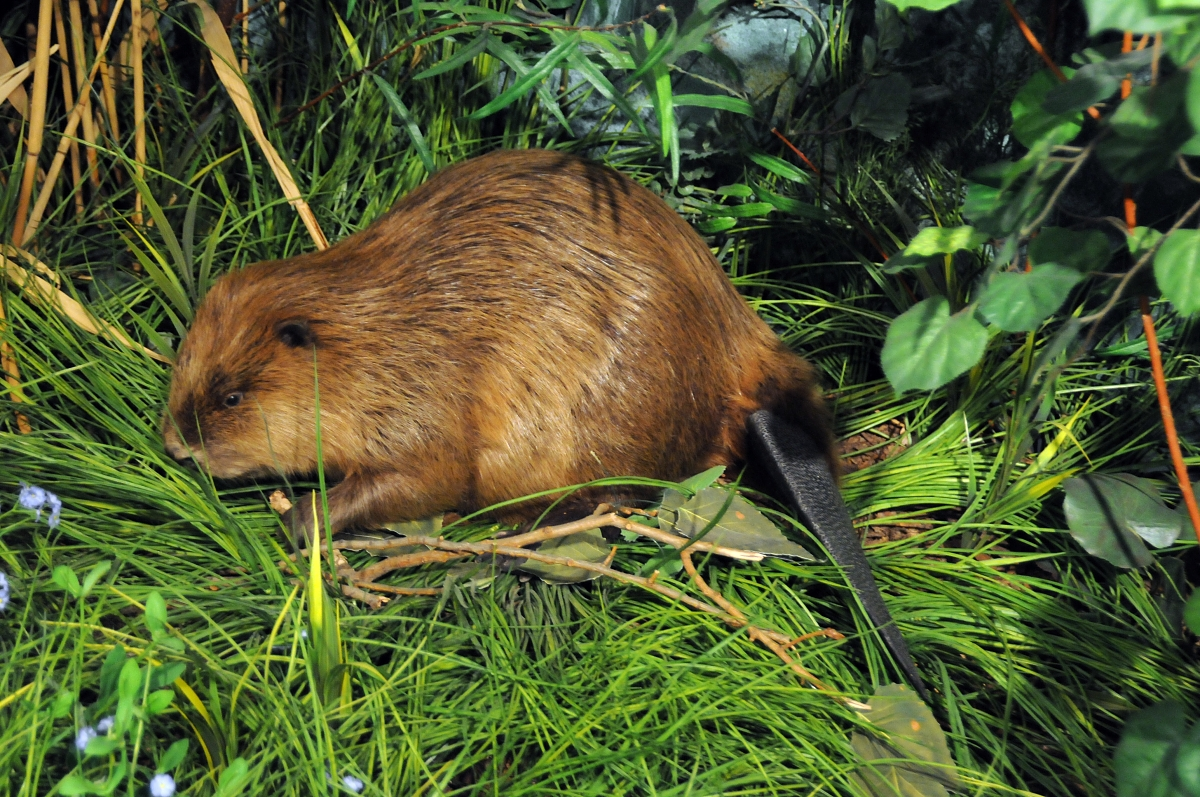
Bobr evropský
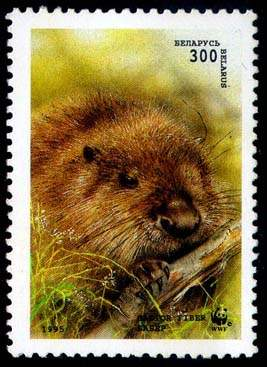
Běloruská známka s bobrem
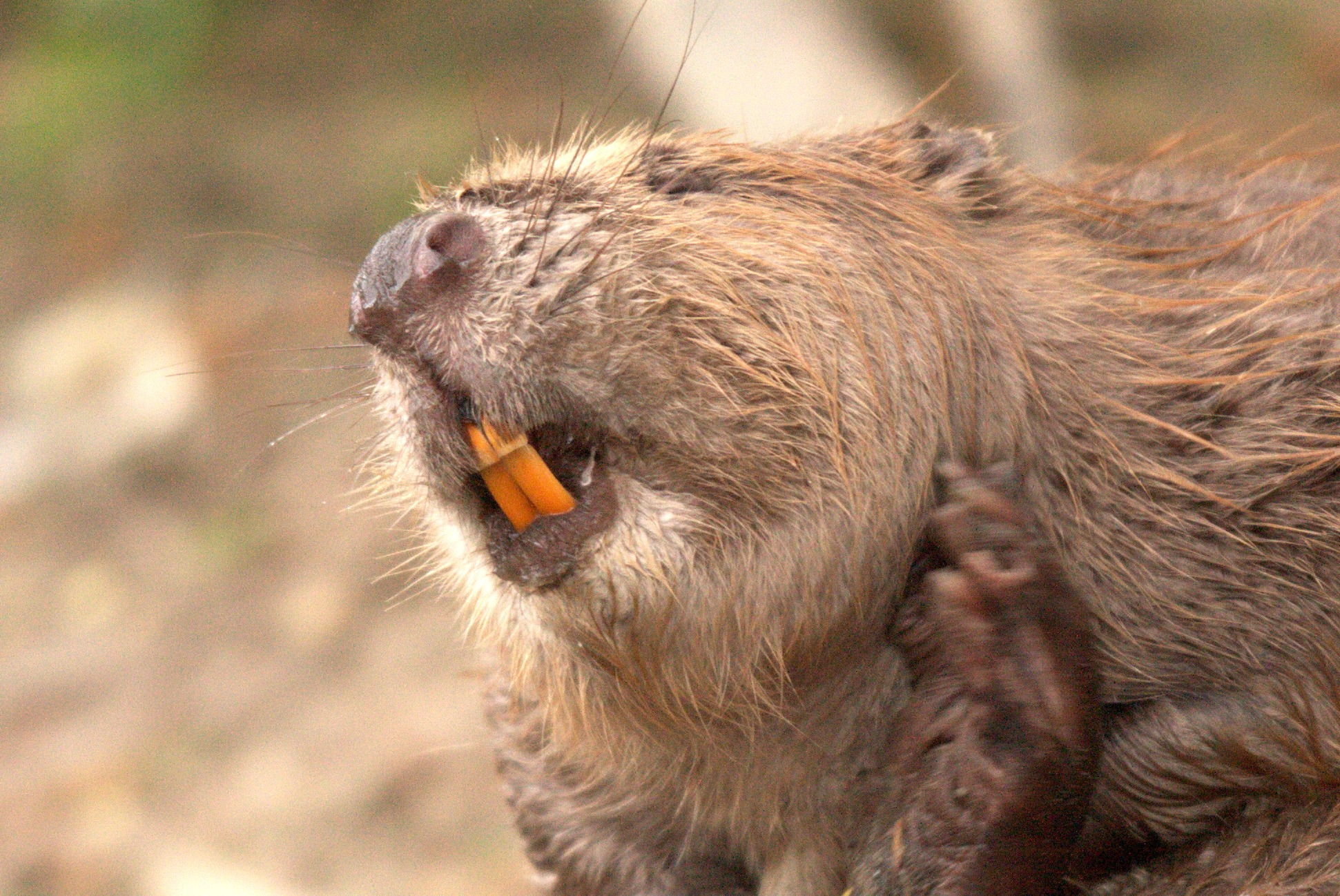
Bobří zuby
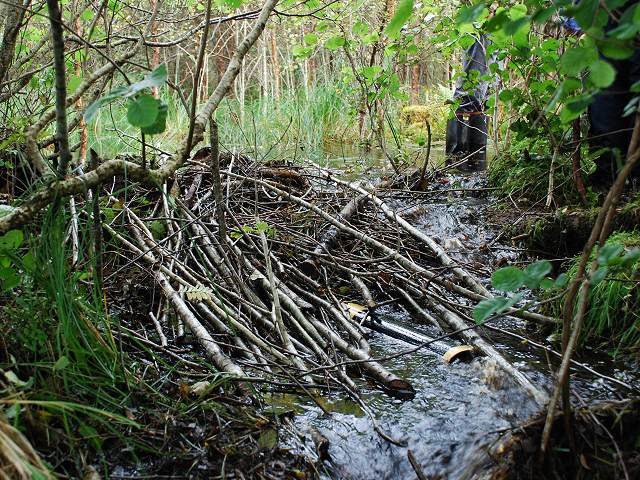
Bobří hráz ve Skotsku (2009)
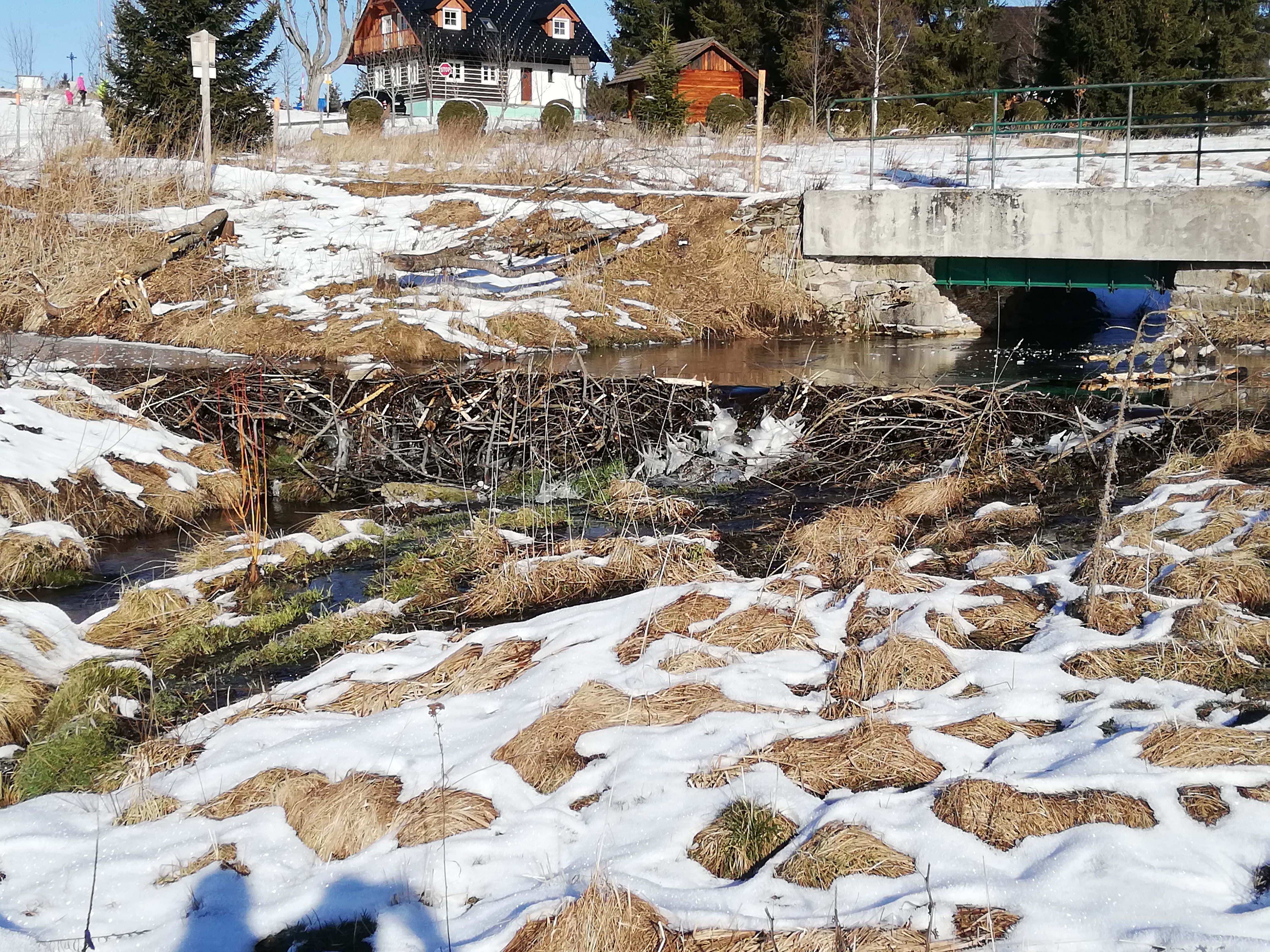
Bobří hráz na Filipohuťském potoce ve Filipově Huti na Šumavě (2020)
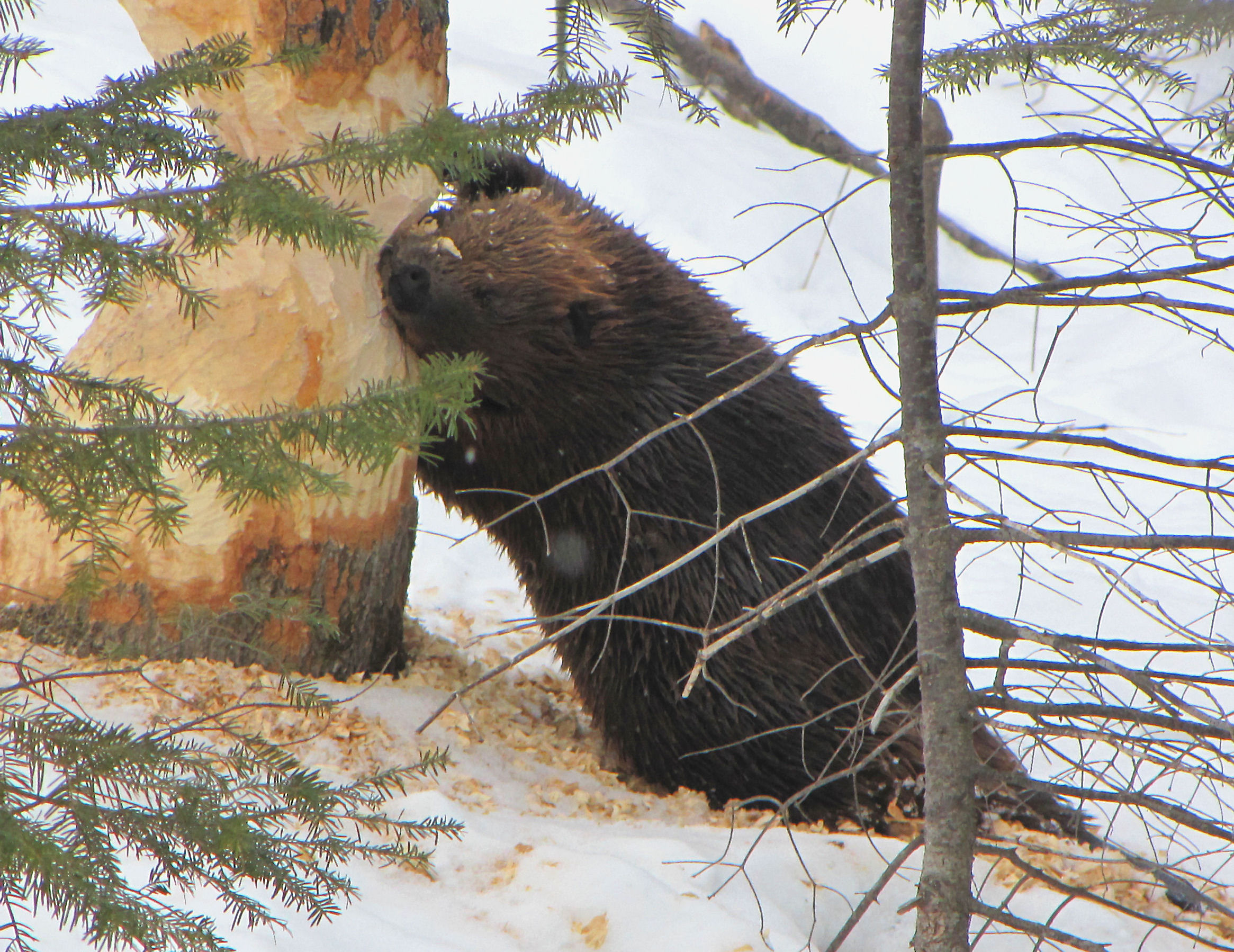
Kácení stromu